# Neglefil
En neglefil er et aflangt redskab, af metal eller pap og plast, til pleje af neglen. Den er ru på en eller begge sider og bruges til at slibe neglen, oftest, for at undgå skader på neglen, men kan også bruges af æstetiske årsager fx for at ændre form eller længde.
 Der er for få eller ingen kildehenvisninger i denne artikel, hvilket er et problem. Du kan hjælpe ved at angive troværdige kilder til de påstande, som fremføres i artiklen.